# Maslinovac (Mljet)
Koordinati:   42°48′14″N, 17°22′31″E
Maslinovac je majhen nenaseljen otoček v Jadranskem morju. Pripada Hrvaški.
Maslinovac, v nekaterih zemljevidih imenovan tudi Veli Maslinovac, leži v Narodnem parku Mljet pred vhodom v zaliv Zamaslinova zahodno od rta Glavat na otoku Mljetu. Od rta je oddaljen okoli 1,5 km. Njegova površina meri 0,016 km². Dolžina obalnega pasu je 0,49 km. Najvišji vrh je visok 19 mnm. Zahodno od V. Maslinovca leži Mali Maslinovac.